# 박경원 (가수)
박경원(朴慶遠, 1931년 4월 3일 ~ 2007년 5월 31일)은 대한민국의 가수이다.

## 생애
경기도 인천에서 태어났다. 1955년 동국대 경제학과를 졸업했다. 1952년 오아시스 레코드사 전속 가수로 데뷔했다. '이별의 인천항', '비애 부르스', '남성 넘보원', '만리포 사랑', '나포리 연가', '청춘은 산맥을 타고' 등의 히트곡을 불렀다. 1972년 인천문화상을 수상했다. 1994년 '만리포 사랑', 1999년 '이별의 인천항' 노래비가 각각 충남 태안군 소원면 만리포 해수욕장과 인천광역시 중구 북성동 월미도에 건립됐다. 당뇨 등 지병이 악화돼 세상을 떠났다.